# 前466年
| 千纪： | 前1千纪 |
| 世纪： | 前6世纪 \| 前5世纪 \| 前4世纪 |
| 年代： | 前490年代 \| 前480年代 \| 前470年代 \| 前460年代 \| 前450年代 \| 前440年代 \| 前430年代                                                                                             |
| 年份： | 前471年 \| 前470年 \| 前469年 \| 前468年 \| 前467年 \| 前466年 \| 前465年 \| 前464年 \| 前463年 \| 前462年 \| 前461年                                                               |
| 纪年： | 周貞定王三年 魯悼公二年 齊平公十五年 晉出公九年 趙襄子十年 秦厉共公十一年 楚惠王二十三年 宋昭公三年 卫悼公四年 蔡声侯六年 郑声公三十五年 燕孝公二十七年 越王勾践三十一年 杞哀公五年 |

## 大事記
- 晉國的智伯率師攻伐鄭國。
- 古希臘將領客蒙將對抗波斯的戰爭帶到了小亞細亞，並在龐非利亞贏得歐里梅敦戰役。
- 西西里島錫拉庫扎的暴君色拉西布魯斯（英语：Thrasybulus of Syracuse）被市民驅逐，該城市轉為民主制度。
- 日本秋田縣、山形縣交界地帶的活火山鳥海山爆發噴火。[1]